# 禁訴令
在国际私法领域，禁诉令是由法院或仲裁庭发布的一项法庭判令，目的是阻止原告在另一个司法管辖区或法院开始或继续進行诉讼。如果原告违反法院发出的這種命令，国内法院可以認定原告屬於藐視法庭。
自2020年以来，中国法院在四宗案件中发布了禁诉令，阻止外国公司在全球任何地方發起法律诉讼。